# Foturan
Foturan (Schreibweise des Herstellers: FOTURAN®) ist ein fotosensitives Glas, das 1984 von der Schott AG aus Mainz entwickelt wurde. Es handelt sich dabei um eine technische Glaskeramik, deren Strukturierung – im Gegensatz zu herkömmlichen Verfahren – ohne Einsatz von Fotolack möglich ist. Stattdessen wird das Material mit kurzwelliger Strahlung, wie beispielsweise ultraviolettem Licht, belichtet und anschließend geätzt.
Im Februar 2016 gab Schott den Marktstart von Foturan II im Rahmen der Photonics West bekannt, welches sich durch höhere Homogenität der Fotosensitivität auszeichnet, wodurch feinere Mikrostrukturen möglich werden.

## Zusammensetzung und Eigenschaften
| Zusammensetzung                                             |                                                             |                                                             |                                                             |                                                             |                                                             |                                                             |                                                             |                                                             |                                                             |             |
| Bestandteil                                                 | SiO2                                                        | LiO2                                                        | Al2O3                                                       | K2O                                                         | Na2O                                                        | ZnO                                                         | B2O3                                                        | Sb2O3                                                       | Ag2O                                                        | CeO2        |
| Anteil [%]                                                  | 75-85                                                       | 7-11                                                        | 3-6                                                         | 3-6                                                         | 1-2                                                         | 0-2                                                         | 0-1                                                         | 0,2-1                                                       | 0,1-0,3                                                     | 0,01-0,2    |
| Mechanische Eigenschaften                                   |                                                             |                                                             |                                                             |                                                             |                                                             |                                                             |                                                             |                                                             |                                                             |             |
| Knoop-Härte in N/mm² (0.1/20)                               | Knoop-Härte in N/mm² (0.1/20)                               | Knoop-Härte in N/mm² (0.1/20)                               | Knoop-Härte in N/mm² (0.1/20)                               | Knoop-Härte in N/mm² (0.1/20)                               | Knoop-Härte in N/mm² (0.1/20)                               | Knoop-Härte in N/mm² (0.1/20)                               | Knoop-Härte in N/mm² (0.1/20)                               | Knoop-Härte in N/mm² (0.1/20)                               | Knoop-Härte in N/mm² (0.1/20)                               | 480         |
| Vickers-Härte in N/mm² (0.2/25)                             | Vickers-Härte in N/mm² (0.2/25)                             | Vickers-Härte in N/mm² (0.2/25)                             | Vickers-Härte in N/mm² (0.2/25)                             | Vickers-Härte in N/mm² (0.2/25)                             | Vickers-Härte in N/mm² (0.2/25)                             | Vickers-Härte in N/mm² (0.2/25)                             | Vickers-Härte in N/mm² (0.2/25)                             | Vickers-Härte in N/mm² (0.2/25)                             | Vickers-Härte in N/mm² (0.2/25)                             | 520         |
| Dichte in g/cm³                                             | Dichte in g/cm³                                             | Dichte in g/cm³                                             | Dichte in g/cm³                                             | Dichte in g/cm³                                             | Dichte in g/cm³                                             | Dichte in g/cm³                                             | Dichte in g/cm³                                             | Dichte in g/cm³                                             | Dichte in g/cm³                                             | 2,37        |
| Thermische Eigenschaften                                    |                                                             |                                                             |                                                             |                                                             |                                                             |                                                             |                                                             |                                                             |                                                             |             |
| Ausdehnungskoeffizient a20-300 in 10−6·K−1                  | Ausdehnungskoeffizient a20-300 in 10−6·K−1                  | Ausdehnungskoeffizient a20-300 in 10−6·K−1                  | Ausdehnungskoeffizient a20-300 in 10−6·K−1                  | Ausdehnungskoeffizient a20-300 in 10−6·K−1                  | Ausdehnungskoeffizient a20-300 in 10−6·K−1                  | Ausdehnungskoeffizient a20-300 in 10−6·K−1                  | Ausdehnungskoeffizient a20-300 in 10−6·K−1                  | Ausdehnungskoeffizient a20-300 in 10−6·K−1                  | Ausdehnungskoeffizient a20-300 in 10−6·K−1                  | 8,49        |
| Temperaturleitfähigkeit bei 90 °C in W/(m K)                | Temperaturleitfähigkeit bei 90 °C in W/(m K)                | Temperaturleitfähigkeit bei 90 °C in W/(m K)                | Temperaturleitfähigkeit bei 90 °C in W/(m K)                | Temperaturleitfähigkeit bei 90 °C in W/(m K)                | Temperaturleitfähigkeit bei 90 °C in W/(m K)                | Temperaturleitfähigkeit bei 90 °C in W/(m K)                | Temperaturleitfähigkeit bei 90 °C in W/(m K)                | Temperaturleitfähigkeit bei 90 °C in W/(m K)                | Temperaturleitfähigkeit bei 90 °C in W/(m K)                | 1,28        |
| Transformationstemperatur Tg in °C                          | Transformationstemperatur Tg in °C                          | Transformationstemperatur Tg in °C                          | Transformationstemperatur Tg in °C                          | Transformationstemperatur Tg in °C                          | Transformationstemperatur Tg in °C                          | Transformationstemperatur Tg in °C                          | Transformationstemperatur Tg in °C                          | Transformationstemperatur Tg in °C                          | Transformationstemperatur Tg in °C                          | 455         |
| Elektrische Eigenschaften                                   |                                                             |                                                             |                                                             |                                                             |                                                             |                                                             |                                                             |                                                             |                                                             |             |
| Dielektrizitätskonstante                                    |                                                             |                                                             |                                                             |                                                             |                                                             |                                                             |                                                             |                                                             |                                                             |             |
| Frequenz [GHz]                                              | Frequenz [GHz]                                              | Frequenz [GHz]                                              | Frequenz [GHz]                                              | Frequenz [GHz]                                              | Frequenz [GHz]                                              | Frequenz [GHz]                                              | Frequenz [GHz]                                              | 1.1                                                         | 1.9                                                         | 5           |
| Glas-Zustand (getempert bei 40 °C/h)                        | Glas-Zustand (getempert bei 40 °C/h)                        | Glas-Zustand (getempert bei 40 °C/h)                        | Glas-Zustand (getempert bei 40 °C/h)                        | Glas-Zustand (getempert bei 40 °C/h)                        | Glas-Zustand (getempert bei 40 °C/h)                        | Glas-Zustand (getempert bei 40 °C/h)                        | Glas-Zustand (getempert bei 40 °C/h)                        | 6.4                                                         | 6.4                                                         | 6.4         |
| Keramik-Zustand (keramisiert bei 560 °C)                    | Keramik-Zustand (keramisiert bei 560 °C)                    | Keramik-Zustand (keramisiert bei 560 °C)                    | Keramik-Zustand (keramisiert bei 560 °C)                    | Keramik-Zustand (keramisiert bei 560 °C)                    | Keramik-Zustand (keramisiert bei 560 °C)                    | Keramik-Zustand (keramisiert bei 560 °C)                    | Keramik-Zustand (keramisiert bei 560 °C)                    | 5.8                                                         | 5.9                                                         | 5.8         |
| Keramik-Zustand (keramisiert bei 810 °C)                    | Keramik-Zustand (keramisiert bei 810 °C)                    | Keramik-Zustand (keramisiert bei 810 °C)                    | Keramik-Zustand (keramisiert bei 810 °C)                    | Keramik-Zustand (keramisiert bei 810 °C)                    | Keramik-Zustand (keramisiert bei 810 °C)                    | Keramik-Zustand (keramisiert bei 810 °C)                    | Keramik-Zustand (keramisiert bei 810 °C)                    | 5.4                                                         | 5.5                                                         | 5.4         |
| Verlustfaktor tanδ(·10−4)                                   |                                                             |                                                             |                                                             |                                                             |                                                             |                                                             |                                                             |                                                             |                                                             |             |
| Frequenz [GHz]                                              | Frequenz [GHz]                                              | Frequenz [GHz]                                              | Frequenz [GHz]                                              | Frequenz [GHz]                                              | Frequenz [GHz]                                              | Frequenz [GHz]                                              | Frequenz [GHz]                                              | 1.1                                                         | 1.9                                                         | 5           |
| Glas-Zustand (getempert bei 40 °C/h)                        | Glas-Zustand (getempert bei 40 °C/h)                        | Glas-Zustand (getempert bei 40 °C/h)                        | Glas-Zustand (getempert bei 40 °C/h)                        | Glas-Zustand (getempert bei 40 °C/h)                        | Glas-Zustand (getempert bei 40 °C/h)                        | Glas-Zustand (getempert bei 40 °C/h)                        | Glas-Zustand (getempert bei 40 °C/h)                        | 84                                                          | 90                                                          | 109         |
| Keramik-Zustand (keramisiert bei 560 °C)                    | Keramik-Zustand (keramisiert bei 560 °C)                    | Keramik-Zustand (keramisiert bei 560 °C)                    | Keramik-Zustand (keramisiert bei 560 °C)                    | Keramik-Zustand (keramisiert bei 560 °C)                    | Keramik-Zustand (keramisiert bei 560 °C)                    | Keramik-Zustand (keramisiert bei 560 °C)                    | Keramik-Zustand (keramisiert bei 560 °C)                    | 58                                                          | 65                                                          | 79          |
| Keramik-Zustand (keramisiert bei 810 °C)                    | Keramik-Zustand (keramisiert bei 810 °C)                    | Keramik-Zustand (keramisiert bei 810 °C)                    | Keramik-Zustand (keramisiert bei 810 °C)                    | Keramik-Zustand (keramisiert bei 810 °C)                    | Keramik-Zustand (keramisiert bei 810 °C)                    | Keramik-Zustand (keramisiert bei 810 °C)                    | Keramik-Zustand (keramisiert bei 810 °C)                    | 39                                                          | 44                                                          | 55          |
| Chemische Eigenschaften                                     |                                                             |                                                             |                                                             |                                                             |                                                             |                                                             |                                                             |                                                             |                                                             |             |
| Hydrolysebeständigkeit nach DIN ISO 719 in µgNa2O/g (class) | Hydrolysebeständigkeit nach DIN ISO 719 in µgNa2O/g (class) | Hydrolysebeständigkeit nach DIN ISO 719 in µgNa2O/g (class) | Hydrolysebeständigkeit nach DIN ISO 719 in µgNa2O/g (class) | Hydrolysebeständigkeit nach DIN ISO 719 in µgNa2O/g (class) | Hydrolysebeständigkeit nach DIN ISO 719 in µgNa2O/g (class) | Hydrolysebeständigkeit nach DIN ISO 719 in µgNa2O/g (class) | Hydrolysebeständigkeit nach DIN ISO 719 in µgNa2O/g (class) | Hydrolysebeständigkeit nach DIN ISO 719 in µgNa2O/g (class) | Hydrolysebeständigkeit nach DIN ISO 719 in µgNa2O/g (class) | 578 (HGB 4) |
| Säureresistenz nach DIN 12116 in mg/dm² (class)             | Säureresistenz nach DIN 12116 in mg/dm² (class)             | Säureresistenz nach DIN 12116 in mg/dm² (class)             | Säureresistenz nach DIN 12116 in mg/dm² (class)             | Säureresistenz nach DIN 12116 in mg/dm² (class)             | Säureresistenz nach DIN 12116 in mg/dm² (class)             | Säureresistenz nach DIN 12116 in mg/dm² (class)             | Säureresistenz nach DIN 12116 in mg/dm² (class)             | Säureresistenz nach DIN 12116 in mg/dm² (class)             | Säureresistenz nach DIN 12116 in mg/dm² (class)             | 0,48 (S1)   |
| Laugenresistenz nach DIN ISO 695 in mg/dm² (class)          | Laugenresistenz nach DIN ISO 695 in mg/dm² (class)          | Laugenresistenz nach DIN ISO 695 in mg/dm² (class)          | Laugenresistenz nach DIN ISO 695 in mg/dm² (class)          | Laugenresistenz nach DIN ISO 695 in mg/dm² (class)          | Laugenresistenz nach DIN ISO 695 in mg/dm² (class)          | Laugenresistenz nach DIN ISO 695 in mg/dm² (class)          | Laugenresistenz nach DIN ISO 695 in mg/dm² (class)          | Laugenresistenz nach DIN ISO 695 in mg/dm² (class)          | Laugenresistenz nach DIN ISO 695 in mg/dm² (class)          | 100 (A2)    |
| Optische Eigenschaften                                      |                                                             |                                                             |                                                             |                                                             |                                                             |                                                             |                                                             |                                                             |                                                             |             |
| Brechungsindex                                              |                                                             |                                                             |                                                             |                                                             |                                                             |                                                             |                                                             |                                                             |                                                             |             |
| Wellenlänge [nm], λ=                                        | Wellenlänge [nm], λ=                                        | Wellenlänge [nm], λ=                                        | Wellenlänge [nm], λ=                                        | Wellenlänge [nm], λ=                                        | Wellenlänge [nm], λ=                                        | 300                                                         | 486.1 (nF)                                                  | 546.1 (ne)                                                  | 567.6 (nd)                                                  | 656.3 (nC)  |
| Glas-Zustand (getempert bei 40 °C/h)                        | Glas-Zustand (getempert bei 40 °C/h)                        | Glas-Zustand (getempert bei 40 °C/h)                        | Glas-Zustand (getempert bei 40 °C/h)                        | Glas-Zustand (getempert bei 40 °C/h)                        | Glas-Zustand (getempert bei 40 °C/h)                        | 1.549                                                       | 1.518                                                       | 1.515                                                       | 1.512                                                       | 1.510       |
| Keramik-Zustand (keramisiert bei 560 °C)                    | Keramik-Zustand (keramisiert bei 560 °C)                    | Keramik-Zustand (keramisiert bei 560 °C)                    | Keramik-Zustand (keramisiert bei 560 °C)                    | Keramik-Zustand (keramisiert bei 560 °C)                    | Keramik-Zustand (keramisiert bei 560 °C)                    | n/a                                                         | 1.519                                                       | 1.515                                                       | 1.513                                                       | 1.511       |
| Keramik-Zustand (keramisiert bei 810 °C)                    | Keramik-Zustand (keramisiert bei 810 °C)                    | Keramik-Zustand (keramisiert bei 810 °C)                    | Keramik-Zustand (keramisiert bei 810 °C)                    | Keramik-Zustand (keramisiert bei 810 °C)                    | Keramik-Zustand (keramisiert bei 810 °C)                    | n/a                                                         | 1.532                                                       | 1.528                                                       | 1.526                                                       | 1.523       |
| Spektraler Transmissionsgrad                                |                                                             |                                                             |                                                             |                                                             |                                                             |                                                             |                                                             |                                                             |                                                             |             |
| τ(λ)                                                        | τ(λ)                                                        | τ(λ)                                                        | τ(λ)                                                        | τ(λ)                                                        | τ(λ)                                                        | t250                                                        | t270                                                        | t280                                                        | t295                                                        | t350        |
| in [%, 1 mm]                                                | in [%, 1 mm]                                                | in [%, 1 mm]                                                | in [%, 1 mm]                                                | in [%, 1 mm]                                                | in [%, 1 mm]                                                | 0.1                                                         | 3                                                           | 11                                                          | 29                                                          | 89          |

Bei Foturan handelt es sich um ein Glassystem aus Lithium und Aluminosilikaten, das mit geringen Mengen von Silber- und Cer-Oxiden dotiert ist.

## Verarbeitung
Die Strukturierung von Foturan besteht aus UV-Belichtung, Tempern und Ätzen. Die UV-Belichtung durch eine Fotomaske regt die Elektronen in den beleuchteten Bereichen an, wodurch das kristalline Keimwachstum bei der anschließenden Wärmebehandlung ausgelöst wird. Die kristallisierten Bereiche reagieren sehr viel schneller mit Fluorwasserstoffsäure, als das sie umgebende (zuvor nicht bestrahlte) glasartige Material, wodurch sich sehr feine Mikrostrukturen ergeben, die sich durch eine enge Toleranz und ein hohes Aspektverhältnis auszeichnen.

### 1) Belichtung mit UV-Licht
Wird Foturan UV-Licht mit einer Wellenlänge von etwa 320 nm ausgesetzt (beispielsweise via Fotomaske, Kontaktbelichtung, Proximitybelichtung, um bestimmte Muster zu belichten), löst dies eine chemische Reaktion in den bestrahlten Bereichen aus: Das enthaltene Ce3+ wandelt sich in Ce4+ um und setzt dabei ein Elektron frei.
{\displaystyle \mathrm {Ce^{3+}+hv(312\ \mathrm {nm} )\longrightarrow Ce^{4+}+e^{-}} }

### 2) Tempern
Während des Tempervorgangs (etwa 500 °C) setzt eine Keimbildung in den zuvor belichteten Bereichen ein, wodurch das Silber-Ion Ag+ das zuvor freigesetzte Elektron des Ce3+ aufnimmt und in Ag0 umwandelt. Dieser Vorgang ist ähnlich wie bei einem Foto, oder einem fotolithografischen Silizium-Strukturierungsprozess zur Herstellung von integrierten Schaltkreisen und Mikrosystemen.
{\displaystyle \mathrm {Ag^{+}+e^{-}+\Delta H\longrightarrow Ag^{0}} }
Durch die Bildung von Silberkeimen lagern sich weitere Silberatome an und bilden nach und nach Silbercluster in der Größenordnung einiger Nanometer.
{\displaystyle \mathrm {xAg^{0}+\Delta H\longrightarrow (Ag^{0})x} }
Während des anschließenden Kristallisationsprozesses (Tempern bei 560–600 °C) bilden sich durch die Silber-Cluster Lithiummetasilicate (Li2SiO3 Glaskeramik) in den belichteten Bereichen. Es entsteht somit eine kristalline Struktur. Die zuvor nicht bestrahlten Stellen behalten ihre amorphe Glasstruktur bei.

### 3) Ätzen
Im Anschluss an den Temperprozess können die kristallisierten Bereiche mittels Fluorwasserstoffsäure weggeätzt werden, was bei einer kristallinen Struktur 20 mal schneller geschieht, als bei einer amorphen Struktur (den restlichen unbelichteten Bereichen des Foturan). Somit können Strukturen erzeugt werden, die ein Aspektverhältnis von etwa 10:1 aufweisen.

### 4) Belichtung mit UV-Licht und Keramisieren
Nach dem Ätzvorgang ist eine Umwandlung des gesamten Substrates in eine Keramik möglich, indem das Material ein zweites Mal mit UV-Licht bestrahlt und wärmebehandelt wird (bei 800–900 °C). In diesem Zustand ist die kristalline Phase Li2Si2O5.

## Produkteigenschaften
- Kleine Strukturgrößen: es sind Strukturen von ca. 25 µm möglich
- Hohes Aspektverhältnis: ein Ätzverhältnis von > 20:1 ermöglichen ein Aspektverhältnis von >10:1 und eine Winkelabweichung der Strukturwand von 1–2°
- Hohe optische Transmission im sichtbaren und nicht sichtbaren Spektrum: Transmission über 90 % (bei einer Substratdicke von 1 mm) zwischen 350 und 2700 nm
- Hohe Temperaturbeständigkeit: Tg > 450 °C
- Keine Porenbildung: einsetzbar für biotech/microfluidic Anwendungen
- Geringe Selbstfluoreszenz
- hydrolytische Resistenz (nach DIN ISO 719): HGB 4
- Säurebeständigkeit (nach DIN 12116): S 1
- Laugenfestigkeit (nach DIN ISO 695): A 2

## Wissenschaftliche Veröffentlichungen
Im Bereich der  Materialwissenschaft
ist Foturan weitläufig bekannt, wie sich auch an über 1000 Ergebnissen in den Wissenschaftsdatenbank Google Scholar (abgerufen am 30. Oktober 2015) zu unterschiedlichsten Themen ablesen lässt.
Häufig behandelte Themen dieser Publikationen sind
- Mikrostrukturierung von Foturan[7]
- 3D-/ direkte Laserstrukturierung in Foturan[8]
- Einsatz von Foturan für Lichtwellenleiter[9]
- Einsatz von Foturan für Volumen Grating[10]
- Verarbeitung von Foturan mittels Excimer- und Ultrakurzpuls-Laser[11]

## Anwendungsmöglichkeiten
Foturan wird hauptsächlich eingesetzt, um Mikrosturkturanwendungen zu realisieren, bei denen kleine und komplexe Strukturen innerhalb eines festen und robusten Materials erforderlich sind. Es lassen sich fünf Hauptbereiche differenzieren, für die Foturan einsetzbar ist:
- Mikrofluidik/Biotechnologie (z. B. Komponenten für Lab- oder Organ-on-a-Chip, Mikromixer, Mikroreaktionstechnik, Druckerköpfe, Mikrotiterplatte, Chip-Elektrophorese)
- Halbleiter (z. B. FED spacer, IC-packaging oder interposer-Komponenten, CMOS, Speichermodule)
- Sensoren (z. B. Durchfluss- und Temperatursensoren, Gyroskope, Beschleunigungssensoren)
- HF/MEMS (z. B. Substrate oder Verpackungselemente für Antennen, Kondensatoren, Filter, Duplexer, Switches, Oszillatoren)
- Telekommunikationstechnik (z. B. optical alignment chips, Lichtwellenleiter, optische Verbindungen)

Mittels thermischem Diffusionsbonding ist es zudem möglich, mehrere strukturierte Foturan-Glasschichten miteinander zu verbinden, um komplexe dreidimensionale Mikroreaktoren herzustellen.